# Sacabamba (plaats)
Sacabamba (Quechua: Saqapampa) is een plaats in het departement Cochabamba, Bolivia. Het is de hoofdplaats van de gelijknamige gemeente, gelegen in de Esteban Arce provincie. 
In de gemeente Sacabamba spreekt 98,7 procent van de bevolking Quechua.

## Bevolking
| Jaar | Populatie |
| ---- | --------- |
| 1992 | 485       |
| 2001 | 636       |
| 2012 | 612       |